# Aranyosi Péter (humorista)
Aranyosi Péter György (Miskolc, 1972. július 19. –) magyar humorista. A Dumaszínház tagja, a Showder Klub egyik állandó fellépője.

## Pályája
Tanulmányait a miskolci Berzeviczy Gergely Kereskedelmi és Vendéglátóipari Szakközépiskolában, majd a Nyíregyházi Tanárképző Főiskolán végezte. Történelemtanárként végzett. A Rádiókabaré munkatársa volt, majd az Esti Showderhez került, a műsor indulásakor a Design Center rovat felelőseként dolgozott. Közönségszervezője volt a Mónika shownak is, majd a Godot Dumaszínházban kezdte meg fellépéseit.

## Családja
Nős, két gyermek édesapja.

## Díjai
- Karinthy-gyűrű (2017, 2025-ben visszavonva)[3][4]
- Miskolci Múzsa díj (2018)[5]
- Kispest díszpolgára (2024)[6]